# Espluga de Moreu

L'Espluga de Moreu, respecte del terme d'Abella de la Conca

L'Espluga de Moreu és un cavitat natural del terme d'Abella de la Conca, al Pallars Jussà, situada a la vall de Carreu.
Està situada a l'extrem nord-oriental del Clot de Moreu, al sud-oest de Pui Roi. És a ponent de Cumó i a l'esquerra de la llau del Retiro de Carreu.
Al costat de ponent d'aquesta espluga, en part aprofitant la cavitat de la roca, es van trobar estructures d'un poblat antic, que apareix en el catàleg del patrimoni català amb el nom de Despoblat de la llau de la Creueta. Es tracta de traces d'habitacions prou extenses, però molt destruïdes, per considerar que devia ser un poblat. No hi ha vestigis, però, de recinte murat.

## Etimologia
Segons Joan Coromines, el topònim Esplugues procedeix del mot comú llatí speluncas (coves o baumes). La segona part del topònim, Moreu, denota la relació de proximitat amb el veí Clot de Moreu.